# مركز برونايسوند للسجلات
مركز بونايسوند للسجلات (بالنرويجية: بوكمول: Brønnøysundregistrene‏)؛ تم تقديمه رسميًا باسم (بالنرويجية: Registerenheten i Brønnøysund‏)، (بالنرويجية: نينوشك: Brønnøysundregistra‏) هي مؤسسة حكومية نرويجية مسؤولة عن إدارة العديد من السجلات العامة للنرويج، والأنظمة الحكومية للتبادل الرقمي للمعلومات. تحتفظ المؤسسة بمستودع البيانات الوصفية النرويجي سيريز (بالنرويجية: SERES‏) و أيلمر (بالنرويجية: ELMER‏)، وهو معيار لتصميم استمارة الويب (بالإنجليزية: form)‏. تكتسب السجل اسمه من بلدة برونايسوند (بالنرويجية: Brønnøysund‏) في نوردلاند حيث يقع.
ترتبط معظم السجلات بالتجارة، ولكن يتم أيضًا إجراء السجلات الشخصية بواسطة برونايسوند. السجل جزء من سجل الأعمال الأوروبي ويقوده لارس بيدر بريك. السجل تابع لفرع وزارة التجارة والصناعة النرويجية.

## السجلات
- سجل التنسيق المركزي للكيانات القانونية.
- سجل الشركات التجارية.
- سجل المديرين غير المؤهلين.
- سجل الأعمال الأوروبي.
- سجل نظام الإدارة البيئية ومراجعة الحسابات (بالنرويجية: EMAS‏).
- سجل اليانصيب.
- سجل حسابات الشركة.
- سجل التزامات إعداد التقارير للمؤسسات.
- سجل الممتلكات المنقولة المرهونة.
- سجل الإفلاس.

- سجل التسويات الزوجية.
- سجل العفو عن الديون الخاصة.
- سجل الأحزاب السياسية.
- مكتب تحصيل الرسوم الوطني.
- السجل النرويجي للصيادين.
- سجل استبعاد التسويق المركزي.

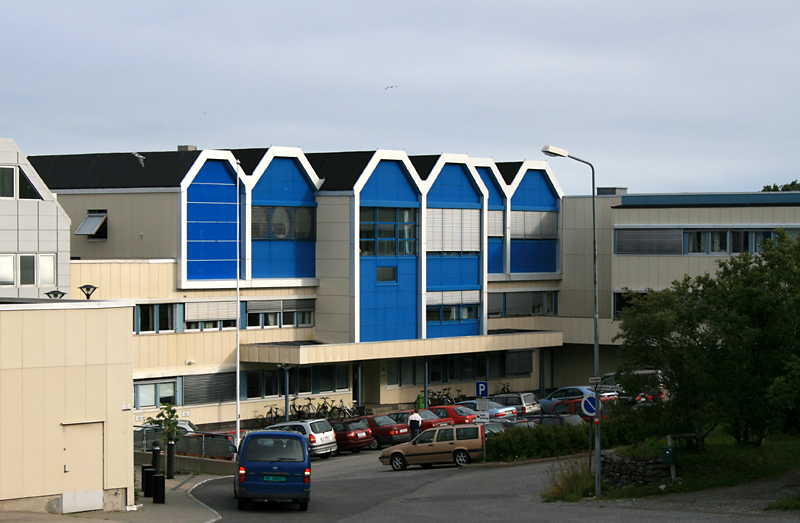
المقر الرئيسي لمركز برونايسوند لسجلات في برونايسوند

- السجل التطوعي للممارسي المهن (أطباء ممارسين) التكميليين.

## روابط خارجية
- مركز برونايسوند للسجلات